# Jack Tramiel
Jack Tramiel, ursprungligen Idek Trzmiel, född 13 december 1928 i Łódź i Polen, död 8 april 2012 i Monte Sereno, Santa Clara County, Kalifornien, var en amerikansk entreprenör, bland annat känd för grundandet av företaget Commodore Business Machines.

## Historia
Tramiel föddes 1928 i Łódź i Polen och tillbringade krigsåren i gettot i Łódź, koncentrationslägret i Auschwitz och arbetslägret i Ahlem. Han hette ursprungligen Idek Trzmiel men bytte namn i samband med emigrerandet till USA 1947.

### Räknemaskiner
Jack Tramiel började med att försörja sig som taxichaufför men övergick med tiden till att reparera skrivmaskiner. Under 1960-talet utökades verksamheten till att tillverka  skrivmaskiner och räknemaskiner. Ekonomiska svårigheter ledde till att Irving Gould 1966 köpte in sig som delägare i företaget, vilket fick företaget på fötter igen.
Det blev med tiden allt svårare att göra vinst på tillverkning och försäljning av elektroniska räknemaskiner. Jack Tramiel beslöt sig för att ta över ägandet av det amerikanska företaget MOS Technology för att på så sätt garantera företaget en fortsatt tillgång till nya kretsar. Vad Jack Tramiel inte räknat med vid detta tillfälle var att i övertagandet följde en nyutvecklad 8-bitars CPU som skulle komma att bilda grunden för företaget Commodores fortsatta verksamhet, d.v.s. tillverkning av datorer.

### Datorer
Chuck Peddle fick fria händer av Jack Tramiel att göra vad han ville med den processor som utvecklats av MOS Technology. Chuck Peddle byggde ett par prototyper som med tiden utvecklades till att bli en framgångsrik serie kontorsdatorer kallade PET. Jack Tramiel förstod snart att det var mer lönsamt att tillverka billiga datorer än räknemaskiner, vilket ledde till de bägge hemdatorerna VIC-20 och Commodore 64.
När företaget gick som bäst lämnade Jack Tramiel Commodore efter att ha kommit på kant med Irving Gould. Det har spekulerats mycket i vad som orsakade denna splittring men varken Jack Tramiel eller Irving Gould har någonsin berättat den fullständiga versionen om den bakomliggande orsaken till deras splittring.

### Atari
Efter att ha lämnat Commodore startade Jack Tramiel företaget Tramel Technology Limited. Därefter såg han 1984 till att överta rättigheterna till det amerikanska företaget Atari. Det nya företaget gick förhållandevis bra under några år men omkonstruerades år 1995 till att bli en del av Jugi Tandon Storage som efter sammanslagningen bytte namn till JTS Corporation. År 1998 sålde JTS Corporation Atari-delen till Hasbro, som år 2001 sålde det vidare till Infogrames. Infogrames bytte år 2003 namn till Atari.
Jack Tramiel pensionerades. Tramiel fick tre söner, Sam, Leonard och Garry, tillsammans med sin hustru Helen Tramiel.
Tramiel avled 2012.